# I Don’t Want to Spoil the Party
«I Don’t Want to Spoil the Party» (с англ. — «Я не хочу портить вечеринку») — песня группы «Битлз», написанная главным образом Джоном Ленноном (авторство приписано Леннону и Маккартни). Песня вошла в британский альбом группы Beatles for Sale. В США песня была выпущена в альбоме Beatles VI, а также на стороне «Б» сингла «Eight Days a Week» в 1965, достигшем в США первой позиции в американских чартах. Среди композиций со стороны «Б» песня достигла 39-й позиции в чарте Billboard.
В Великобритании песня была выпущена также в мини-альбоме Beatles for Sale (No. 2).

## Текст песни
Текст песни близок к типичным для Леннона темам отчуждения и внутренней боли. Герой, от лица которого ведётся повествование, присутствует на вечеринке, ожидая появления своей девушки. Когда становится ясно, что она его обманула, он решает уйти, чтобы не портить вечеринку всем остальным. И мелодия, и текст песни проникнуты меланхолией, что роднит её с некоторыми другими песнями альбома Beatles for Sale, например «No Reply» и «I’m a Loser».

## Запись песни
Запись песни состоялась 29 сентября 1964 года. Было записано 19 дублей, последний из которых был признан наиболее удачным.
В записи участвовали:
- Джон Леннон — основной вокал, ритм-гитара
- Пол Маккартни — подголоски, бас-гитара
- Джордж Харрисон — подголоски, соло-гитара
- Ринго Старр — ударные

Позиции в чартах:
| Чарт (1964)            | Высшая позиция |
| ---------------------- | -------------- |
| U.S. Billboard Hot 100 | 39             |

## Кавер-версия Розанны Кэш
Американская исполнительница Розанна Кэш (Rosanne Cash) записала кавер-версию песни для своего компиляционного альбома Hits 1979—1989. Её версия достигла первой позиции в хит-параде Hot Country Songs.